# Touza
Touza ou Tousa (arabe : طوزة) est une ville du Sahel tunisien située à une quinzaine de kilomètres au sud de Monastir.
Rattachée administrativement au gouvernorat de Monastir, elle constitue une municipalité comptant 7 236 habitants en 2014.
C'est une petite ville assimilable à un bourg agricole placé au milieu de la grande oliveraie sahélienne mais accueillant quelques usines ou ateliers de l'industrie textile.
Elle est située en position de carrefour entre les axes régionaux routiers Jemmal - Moknine et Ksibet el-Médiouni - Beni Hassen.